# 然多夫
然多夫是捷克的城鎮，位於該國北部，由利貝雷茨州負責管轄，面積27.23平方公里，海拔高度263米，該地區自700年前有人類居住，2006年人口1,946。
50°42′50″N 14°23′46″E / 50.7139°N 14.3961°E